# Sedecion al Bizanțului
Sedecion al Bizanțului (în greacă Σεδεκίων; n. secolul I d.Hr. – d. 114 d.Hr., Bizanț, Imperiul Otoman, Turcia) a fost un episcop al Bizanțului din 105 și până în 114, slujind în timpul persecuțiilor creștine ale împăratului Traian.